# Wang Jin-pyng
Wang Jin-pyng (nacido el 17 de marzo de 1941) es un político taiwanés. Se desempeñó como presidente del Yuan Legislativo de 1999 a 2016.

## Biografía
Nació en la aldea de Roshiko, condado de Takao Taiwán Imperio de Japón (actual Luzhou Kaohsiung) Al vivir la vida de un aldeano Wang adquirió una condición mental y física positiva. Wang destacó en los deportes.

## estúdialo
Wang terminó su escuela primaria en la Escuela Primaria Municipal Dash de Tainan. Completó sus estudios secundarios y preparatorios en la Primera Escuela Secundaria de Tainan en Tainan. En esta escuela, Wang se convirtió en el capitán permanente del equipo de tenis de la escuela. Finalmente se graduó en la Escuela Normal Nacional de Taiwán en Taipei con una Licenciatura en Ciencias Matemáticas en 1965.

## Premios
obtenido Primera clase Gran Cordón,Orden del Sol Naciente.